# 유창 (조경왕)
조경왕 유창(趙頃王 劉昌, ? ~ 기원전 74년)은 중국 전한의 황족 · 제후왕으로, 조왕이다. 전한 경제의 손자며 조경숙왕 유팽조의 아들이다.

## 사적
제후왕의 아들로서 원삭 3년(기원전 126년) 4월 갑진일에 무시후(武始侯)로 봉해졌다. 아버지 조경숙왕은 간음으로 무제에게 폐해진 태자 단을 다시 세우려고 했으나, 무제의 허락을 받지 못한 채 경숙왕 63년(기원전 93년)에 죽었다. 당시 경숙왕이 생전에 총애하던 첩 요희의 아들 요자가 있었고, 또 죽거나 봉국을 잃지 않은 경숙왕의 아들들 중에 무시후 유창의 서열이 으뜸이었다. 요희의 오라버니는 무제의 환관으로 있었는데, 무제가 불러서 요자의 사람됨을 물었다. 요희의 오라버니는 요자는 욕심이 많다고 했고, 무제는 그러면 왕이 될 수 없다고 했다. 그러고서는 무시후의 사람됨을 물으니, 흠도 빼어난 것도 없다 했다. 그러자 무제는 그러면 족하다 하고, 무시후를 조경숙왕의 후사로 세웠다.
유창은 재위 19년 만인 기원전 74년에 죽어, 아들 회왕 유존이 뒤를 이었다. 그에 치세에 따로 봉해진 왕자후가 없어, 아버지 경숙왕 대에 24후국을 분할한 조나라는 경왕 생전에는 더 분할되지 않았다.

## 가계
- 조경숙왕 유팽조
  - 조경왕 유창
    - 조회왕 유존
    - 조애왕 유고
    - 한구절후 유언
    - 악양목후 유열
    - 상중대후 유광한
    - 장후 유숭
    - 도향효후 유경

한구절후, 악양무후, 상중대후, 장후는 지절 2년(기원전 68년) 4월 계묘일에 봉해졌고, 도향효후는 감로 2년(기원전 52년) 7월 신미일에 봉해졌다.